# Dubrowa (rejon żytkowicki)
Dubrowa (biał. Дуброва; ros. Дуброва, Dubrowa) – agromiasteczko na Białorusi, w obwodzie homelskim, w rejonie żytkowickim, w sielsowiecie Marocharawa, przy drodze republikańskiej R57, w pobliżu Jeziora Czerwonego (Kniaź).

## Historia
Wieś powstała w czasach sowieckich. Wcześniej znajdowały się tu chutory, m.in. Futory Dubrowa, położone w pobliżu dzisiejszej lokalizacji wsi. Od 1991 położona jest w niepodległej Białorusi.